# 佐藤友美 (ライター)
佐藤 友美（さとう ゆみ、1976年2月25日 - ）は、北海道知床半島生まれの、フリーライター、書籍ライター、ヘアライター、ヘアアドバイザー、美容ライター、エッセイスト、コラムニスト、編集者。愛称は「さとゆみ」。テレビ制作会社勤務を経て2001年に文筆業に転向。インタビューライティングを得意とし、独自の切り口でエッセイやコラム連載を持つ。自著本では物書き本や1人の生涯を徹底取材した評伝本、ヘアスタイルに関する本などを出版している。2014年からは書籍ライターとして、ビジネス書、実用書、教育書等 年8冊程度（60冊以上）を執筆。Webメディア「CORECOLOR〜コレカラ」を主宰し、100名を超える自身のライティング講座出身者と共に運営している。元東京富士大学（経営心理学科）客員准教授。

## 人物・来歴
中学時代、軟式テニスで全国優勝し、大学では硬式テニスに転向し、劇団を4つ掛け持ちした。大学卒業後は「考えることを仕事にしたい」と考えテレビ番組制作会社テレビマンユニオンに入社。就職活動時の採用委員長は是枝裕和だった。結婚を機に入社3年後（24歳）に退社し「書いて伝える」仕事がしたいと考えフリーライターに。
最初に担当したページがヘアページだったことをきっかけに、ヘアライターの道へ。日本初、かつ唯一のヘアライターとして、結婚後の姓である「増田ゆみ」名義で活動し、年間700〜800ページのヘアページを担当。ヘアアドバイザーとして医療用ウィッグのヘアカタログの仕事にも関わった。ファッション誌やヘアカタログの「髪を変えて変身する企画」で撮影したヘアスタイル数は約200万カット(4万人)を超える。「美容師以上に髪の見せ方を知っている」との評判で、3万人以上の美容師に対して年間60〜80本の講演活動を国内外で開催。日本最大の髪型フォトコンテスト審査員をはじめ、ヘアケア製品やスタイリング剤の商品開発アドバイザー、美容院のカウンセリングコーチも担当した。
2014年からは活躍の幅を拡げ、ビジネス、自己啓発、ファッション、健康、美容、法律など幅広いジャンルの書籍の執筆や企画を手掛ける。この頃より活動名義を再婚後の本名である「佐藤友美」に変更した。書籍ライターとしては多い年には年間10冊程度を担当し累計60冊を超える。2016年に出版した自著の『女の運命は髪で変わる』はNHK「あさイチ」、TBS「日曜日の初耳学」でも紹介され19刷（8万部超え）のロングセラーになった。伝説の美容師・鈴木三枝子のドキュメンタリーを191人に取材をしたノンフィクション『道を継ぐ』やヘアライター関係本も複数執筆。
2017年から開始した宣伝会議主催「編集・ライター養成講座」の講師が好評となり、2019年から宣伝会議主催「さとゆみライター講座」も持つ。年収や仕事の単価などライター業界の内情や懐事情を関しても赤裸々に伝え超実用的な講義が人気を博している。2022年からは自身主催「さとゆみビジネスライティングゼミ」を開始。

## 経歴
コラムニスト/エッセイストとしては『ママはキミと一緒にオトナになる』(小学館「kufura」)、『ドラマな日常、日常にドラマ』(東洋経済オンライン)、『本という贅沢。』(朝日新聞社「telling,」)、『ドラマな女たち」ヘア&メイクcheck』(講談社「mi-mollet」)、『大人のヘア問題白黒つけます』(扶桑社「ESSE online」)、『50歳を迎え討つ』(大和書房)などの連載を持つ。
書くために必要な技術、マインド、仕事の広げ方まで、自身の人生をたどり直すように様々なポイントについて言及した物書きの教科書『書く仕事がしたい』を2021年に出版。「書いて稼ぐ」コツとして仕事を増やすために「1本仕事が終わったら(もしくはその仕事の最中に)、2本企画を置いてくる」ことを意識している。読者からは「生まれて初めて書籍を1冊読みきった」「読みやすくてあっというまに読了した」などの感想を多くもらい、「平易でわかりやすい文章」を書くライターの一人でもある。

### 年表
- 2000年：結婚（18歳年上男性）し増田友美に
- 2001年：ライターデビュー。「ヘアライター：増田ゆみ」として活動
- 2007年：離婚
- 2008年：再婚（7歳年下男性）し佐藤友美に（仕事ではそのまま「増田ゆみ」名義）
- 2011年：長男誕生
- 2013年：40代からのヘアスタイル&ヘアケア情報サイト「ユニークピース」編集長に就任。「ユニークピース」英語版サイトもリリース。東京富士大学（経営心理学科）客員准教授
- 2014年：「ライター：佐藤友美（さとゆみ）」として活動を開始。読んだ本の中で、これは！と思われるアドバイスを2週間毎日試してみる「書アド検」をはじめる
- 2015年：Webマガジン『CORECOLOR〜コレカラ』をはじめる
- 2017年：宣伝会議「編集ライター養成講座」講師開始
- 2020年：父の安藤英明が亡くなる前日に離婚しシングルマザーに。音声配信「ライターさとゆみの深夜のラブレター」開始（~2022年まで／毎日5分程度のRadiotalk）
- 2021年：書くことを共に考える「さとゆみビジネスライティングゼミ」始動
- 2022年：Webマガジン『CORECOLOR〜コレカラ』をリニューアルし編集長に

## 著書

### 自著
- 2022年3月：『ママはキミと一緒にオトナになる』小学館 ISBN 4093891125 ［帯の推薦文は俵万智］
- 2021年10月：『書く仕事がしたい』CCCメディアハウス ISBN 4484212250（5刷）
- 2021年9月：『髪のこと、これで、ぜんぶ。』かんき出版 ISBN 4761275669（7刷）
- 2020年5月：『道を継ぐ』中国語版が電子書籍化
- 2019年11月：『女は、髪と、生きていく』幻冬舎 ISBN 4344035410
- 2018年4月：『道を継ぐ』中国語版が出版
- 2017年10月：『道を継ぐ』アタシ社 ISBN 4990843649 ［帯の推薦文はさとなお／佐藤尚之］
- 2017年7月：『女の運命は髪で変わる』朝鮮語版が出版
- 2016年6月：『女の運命は髪で変わる』サンマーク出版 ISBN 4763135635 （19刷）

#### 「増田ゆみ」名義
- 2015年2月：『美容師が知っておきたい54の真実』（共著：野嶋朗, 田中公子）女性モード社 ISBN 4906941281
- 2013年7月：『美容師が知っておきたい50の数字』（共著：野嶋朗, 田中公子）女性モード社 ISBN 4906941079
- 2013年5月：『成功する目的別フォトシュートレッスン』株式会社髪書房 ISBN 4903070468
- 2011年10月：『フォトシュートレッスン』株式会社髪書房 ISBN 4903070468
- 2008年9月：『サンドリヨン特別編集 心に残るトップ美容師100のことば』（共著：サンドリヨン編集部）主婦の友社 ISBN 4072635502

### 協力書籍
書籍ライターとしては「美容」「メイク・コスメ」「エッセイ・コラム」「ファッション」「教育」「仕事・ビジネス」「マーケティング・デジタル」「起業」「恋愛・男女」「健康」など多岐にわたる分野で執筆。

#### 美容
- 2018年6月：内田聡一郎 『内田本 ~美容師・内田聡一郎 徹底解剖~』枻出版社 ISBN 4777951367
- 2018年3月：中村トメ吉『若手を動かせ』枻出版社 ISBN 4777950816
- 2017年3月：モテ髪師 大悟『84.7％の女性をモテさせた僕が密室でこっそり教えたいこと』サンマーク出版 ISBN 4763136003
- 2014年12月：野嶋朗,田中公子『データで見るエステティックの今とこれから―今すぐサロンで役立つ53のヒント』リクールトライフスタイルBeauty総研 フレグランスジャーナル社 ISBN 4894792516

#### ビューティー
- 2021年9月：ぷにちゃん『ぷにちゃんの脳内脂肪吸引』サンマーク出版 ISBN 4763139231
- 2016年10月：倖田來未『倖田來未流 美ボディの習慣』ディスカヴァー・トゥエンティワン ISBN 4799319825
- 2016年3月：平野宏枝『気持ちいい毎日を生きるLAスタイル』双葉社 ISBN 4575311073

#### メイク・コスメ
- 2018年12月：高城彩香(あや猫)『自分史上最高の顔になれる神コスメ』飛鳥新社 ISBN 4864106150
- 2016年5月：宮澤結弦『自分史上最高の愛され顔になる 女子アナメイク』サンマーク出版 ISBN 4763135392

#### エッセイ・コラム
- 2021年10月：りゅうちぇる 『こんな世の中で生きていくしかないなら』朝日新聞出版 ISBN 4023319678
- 2017年12月：山名裕子『読むと心がラクになるめんどくさい女子の説明書』サンマーク出版 ISBN 4763136402
- 2017年8月：松尾たいこ『35歳からわたしが輝くために捨てるもの』かんき出版 ISBN 4761272775
- 2014年6月：下田美咲『生きていてもいいような気がしてくる119の名案』竹書房 ISBN 4812499976

#### ファッション
- 2020年3月：我妻マリ『明日はもっと面白くなるかもしれないじゃない?』幻冬舎 ISBN 434403581X
- 2019年8月：山本あきこ『これまでの服が似合わなくなったら。「40歳、おしゃれの壁」を乗り越える!』幻冬舎 ISBN 4344034945
- 2016年4月：山本あきこ『毎朝、服に迷わない』ダイヤモンド社 ISBN 4478069123
- 2015年4月：山本あきこ『いつもの服をそのまま着ているだけなのに なぜだかおしゃれに見える』ダイヤモンド社 ISBN 4478065810

#### 教育
- 2023年1月：安藤英明『小学校6年生までに必要な作文力が1冊でしっかり身につく本 ステップアップ編』かんき出版 ISBN 4761230797
- 2019年9月：安藤英明『小学校6年生までに必要な作文力が1冊でしっかり身につく本』かんき出版 ISBN 4761274441（10万部突破のロングセラー）
- 2017年4月：玉木志保美『子どもが育つ からだのしつけ』ディスカヴァー・トゥエンティワン ISBN 4799320637
- 2016年8月：柳沢幸雄『18歳の君へ贈る言葉』講談社+α新書 ISBN 4062729520
- 2014年4月：安藤英明『勉強したがる子が育つ「安藤学級」の教え方』講談社 ISBN 4062188996

#### 仕事・ビジネス
- 2020年7月：新井慶一 『100%得する話し方』すばる舎 ISBN 4799109103
- 2018年9月：ONE JAPAN(ワンジャパン) 『仕事はもっと楽しくできる 大企業若手 50社1200人』プレジデント社 ISBN 4833451344
- 2017年3月：清水久三子『できる人が絶対やらない資料のつくり方』日本実業出版社 ISBN 4534054815
- 2017年3月：鈴木あきえ『誰とでも3分でうちとける ほんの少しのコツ』かんき出版 ISBN 4761272384
- 2016年6月：俣野成敏・金田博之『仕事の一流、二流、三流 』(アスカビジネス) 明日香出版社 ISBN 4756918417
- 2016年2月：理央周『仕事の速い人が絶対やらない時間の使い方』日本実業出版社 ISBN 4534053525
- 2014年5月：野嶋朗『「うちの新人」を最速で「一人前」にする技術』講談社+α新書 ISBN 4062728508
- 2010年4月：宮村浩気『女ゴコロがわからなくてビジネスができるか!』主婦の友社 ISBN 4072715263

#### マーケティング・デジタル
- 2021年4月：石角友愛『いまこそ知りたいDX戦略』ディスカヴァー・トゥエンティワン ISBN 4799327178
- 2019年8月：飯髙悠太『僕らはSNSでモノを買う』ディスカヴァー・トゥエンティワン ISBN 4799325485
- 2018年12月：石角友愛『いまこそ知りたいAIビジネス』ディスカヴァー・トゥエンティワン ISBN 4799323970
- 2016年8月：佐藤圭一『選ばれ続ける必然 誰でもできる「ブランディング」のはじめ方』講談社+α新書 ISBN 406272944X

#### 起業
- 2016年12月：小川晋平『起業のマトリクス』日本実業出版社 ISBN 4534054564
- 2015年3月：藤沢烈『社会のために働く』講談社 ISBN 4062193523

#### 恋愛・男女
- 2019年6月：山名裕子『最高の恋愛・結婚がかなう話し方』廣済堂出版 ISBN 4331522245
- 2019年6月：一徹『セックスのほんとう』（ハフポストブックス）ディスカヴァー・トゥエンティワン ISBN 4799324837
- 2016年3月：原口未緒『こじらせない離婚』ダイヤモンド社 ISBN 4478067260

#### 健康
- 2016年3月：加藤雅俊『手のツボを押すだけでしつこい怒りが消える!』サンマーク出版 ISBN 4763135376
- 2015年4月：赤木勝幸, 岩岡ひとみ『がん闘病中の髪・肌・爪の悩み サポートブック』英治出版 ISBN 4862762123

#### 心理カウンセリング・色セラビー
- 2020年10月：心屋仁之助『心屋仁之助のずるい生き方』かんき出版 ISBN 4761274956
- 2017年12月：吉原峰子『12色セラピーで悩みがすっと消える』主婦の友社 ISBN 4074265036

## エピソード等
- 中学時代、軟式テニス（ソフトテニス）中体連の個人戦で全国優勝
- 22歳の時、生まれて初めて書いた企画書は「夏まゆみ先生が教える子役の育て方」[10]
- ビューティコレクション審査員など多くのコンテスト審査員を担当
- 2014年2月までは「増田ゆみ」として活動
- 美容サイトの草分け的存在「サンドリヨン」の編集長だった
- ブックライターとして本を書くときは朝から晩までその人の音声を流す[11]
- 原稿のチェックは、スマートフォンは見られる画面が狭くて読み飛ばしもできないし、後ろを予想して読まないから、誤字脱字に気づきやすいと考え、バーでお酒を飲みながらスマートフォンで行う[12]ことも多い。
- 好きな食材は「ミョウガ」
- 1年で13キロダイエット[13]したことがある
- 理想の男性は冴羽獠。理想の母親はムーミンのママ[14]

### 家族について
- 若手教員育成のための勉強会「安藤塾」を30年にわたって主宰していた小学校教諭の安藤英明が父
- 父はテニスの指導者としては、小中高と自チームや北海道選抜チームの16回の全国優勝に関わった
- 母は高校の数学教員
- 母の教育方針は「女は気が強くたくましい子に」「男は優しく可愛げのある子に」
- 祖父は宮大工
- 結婚・離婚歴は共に2回：20代で18歳年上男性と結婚（7年）、30代で7歳年下の男性と結婚（12年）
- 息子が1人（35歳で出産）

### 学び直し[2014年-2015年]
- 上阪徹のブックライター塾（1期 2014年〜）[15]
- 高橋朋宏（タカトモ）の本気で著者になる出版ゼミ  サンマーク出版 （0期 ブックオリティ BOOKQuality に発展）2015年5月〜
- さとなおラボ（佐藤尚之のコミュニケーションラボ 5期 2015年10月〜）

に参加

## 主な出演

### テレビ
- 2022年2月25日 日本テレビ『ヒルナンデス!』簡単にできる美髪のコツ
- 2021年9月22日 日本テレビ『ZIP!』変化する美容業界 最新はスタイルを調査
- 2021年6月2日 NHK『あさイチ』半径5メートルのモヤモヤを解決
- 2019年2月15日 NHK『きわめびと』美容院でのオーダー、どうしてる？
- 2018年12月19日 TOKYO MX『バラいろダンディ』土井たか子さんの髪型解説
- 2018年5月27日 TBS『日曜日の初耳学』女性のエラが目立たなくなり小顔に見せる髪型を紹介

### テレビ東京『なないろ日和!』 ヘアサロン攻略術
- 2022年：「秋のイメチェン！理想の髪に大変身」10月
- 2021年：「理想の髪に大変身！失敗しないパーマ術」11月、「前髪カットでこんなに変わる！春のイメチェン大作戦」4月
- 2020年：「憧れの髪型を手に入れる！ヘアサロン（秘）攻略術」11月、「夏こそイメチェン！ヘアサロン攻略術！！」6月、「美しく華やかに…失敗しないパーマ術」2月
- 2019年：「驚愕のビフォーアフター」12月、「ショートヘアで失敗しない」4月、「失敗しないパーマ注文」2月
- 2018年：「つやつや髪になりたい 梅雨時の髪の悩み どうする？」6月、「女の運命は髪で変わる 失敗しないオーダー法」3月
- 2017年：「失敗しない！ヘアサロン攻略術」12月、「ヘアスタイルを変えて5歳若見え大作戦！」8月、「春の変身ヘアスタイル！理想の髪型を手に入れる」4月、「髪のお悩み解決します！！プロが教えるヘアサロン攻略法」2月
- 2016年：「冬のヘアサロン大攻略～クリスマスを華やかに～」12月、「髪型で人生が変わる！？ヘアサロン完全攻略法」10月

### Web連載／雑誌連載

#### 2020年代
- 『さとゆみの髪と向き合え！いま一度！』講談社 「VoCE」2022年5月〜
- 『ドラマな日常、日常にドラマ』東洋経済新報社 「東洋経済オンライン」2020年10月〜
- 『ママはキミと一緒にオトナになる』小学館 「kufura（クフラ）」2020年10月〜
- 『大人のヘア問題白黒つけます』（共著：八木花子[ヘアサロンMINX銀座店 美容師]）扶桑社「ESSE オンライン」 2020年9月〜
- 『さとゆみの「ドラマな女たち」ヘア&メイクcheck』講談社「mi-mollet(ミモレ)」 2020年6月〜

#### 2010年代
- 『Business Insider Japan（ビジネスインサイダー ジャパン）』メディアジーン 2018年9月〜
- 『本という贅沢。』朝日新聞社「telling,」 2018年4月〜
- 『ESSE online』扶桑社 2018年1月〜
- 『苦手な｢書く」がラクになる』東洋経済新報社「東洋経済オンライン」 2017年7月〜
- 『スタッフと既存顧客からはじめるファンベース』MOULIN ET MOULIN（株式会社ムーランエムーラン） 2016年8月〜
- 『ヘアライター佐藤友美がみた“美容師列伝”』美容師の求人情報サイト re-quest/QJ navi 2015年10月〜
- 『40代からのオトナ女性研究所』MOULIN ET MOULIN（株式会社ムーランエムーラン） 201４年6月〜
- 『ホームページ改造計画』枻出版社「PREPPY（プレッピー）」

### 雑誌
- 2022年2月 - 株式会社からだにいいこと『からだにいいこと』
- 2021年4月 - 扶桑社『これからの私が似合う服』
- 2021年3月 - 宝島社『Sweet(スウィート) 』2021年4月号

### 美容 MOOK本
- 2015年5月 - 主婦の友社『髪悩み解決！大人が輝くヘアカラーカタログ』
- 2014年11月 - 主婦の友社『切る? 伸ばす? 前髪から選ぶヘアカタログ―髪型の印象は前髪で決まる!』
- 2014年9月 - 主婦の友社『パーマなし カットだけでキレイになるヘアカタログ』
- 2014年1月 - ネコ・パブリッシング『ガールズヘアBOOK Vol.2』
- 2013年12月 - ネコ・パブリッシング『キレイな大人ヘアVol.3【ユニークピース特別版】』
- 2013年9月 - 主婦の友社『パーマなし カットだけで変身! ヘアカタログ―髪を切るだけで可愛くイメチェン』
- 2013年3月 - 主婦の友社『運命のサロンに出会うヘアカタログ―47都道府県のサロンから行きつけが見つかる! 』
- 2012年8月 - ネコ・パブリッシング『ガールズヘアBOOK (NEKO MOOK 1818) 』
- 2012年7月 - 主婦の友社『パーマなし! カットだけで恋するヘアカタログ―髪を切ったら可愛くなった! アカ抜けた!』
- 2009年9月 - 主婦の友社『最新・ＢＥＳＴヒットヘアｉｎ福岡』

### ラジオ
- 2021年7月 - J-WAVE『KURASEEDS』
- 2020年2月 - エフエム愛知 『ワンピースライフ』
- 2020年1月 - 渋谷 CROSS FM
- 2016年10月 - J-WAVE『Smile on Sunday』

### 新聞
- 2017年8月 - 読売新聞 夕刊「前髪でイメチェンスタイル」
- 2017年3月 - 朝日新聞「Reライフ 人生充実 今日もキレイ 髪で自分を演出」毎週月曜全4回のコラム